# Спиртна напитка
Спиртните напитки са вид алкохолни напитки с относително високо съдържание на етанол и произвеждани по определен начин.
Според регулациите в Европейския съюз тази група включва напитки с обемно съдържание на етанол над 15% (с някои малки изключения), които са произведени чрез дестилация на ферментирали растителни продукти или чрез обработка или смесване с етилов алкохол от растителен произход. Спиртните напитки са широка категория, включваща разнообразни продукти, отличаващи се по технологията на производство и използваните компоненти, придаващи им различен вкус, цвят и аромат. Примери за спиртни напитки са ракия, водка, ром, джин и уиски.